# 郭兰英 (电视剧)
《郭兰英》是一部讲述中国著名女歌唱家郭兰英传记的12集音乐电视连续剧，于1999年拍摄完成。该剧讲述了郭兰英六十多年的艺术生涯，由此反映了中国民族声乐和歌剧艺术的发展史，由李瑞环题写片名，盖丽丽饰演女主角郭兰英，邀请中国词作家乔羽、作曲家赵季平、李崇望创作了主题歌《天呀兰个英英》，由万山红、阎维文演唱，中国交响乐团、中央歌剧芭蕾舞剧院交响乐团、山西歌舞剧院民族管弦乐队演奏片中音乐。

## 参阅
- 郭兰英